# Френк Рейнолдс (хокеїст на траві)
Френк Рейнолдс (англ. Frank Reynolds, 21 серпня 1917 — 20 березня 2001) — британський хокеїст на траві.
Срібний призер Олімпійських Ігор 1948 року.